# Rossana Fernández Maldonado
Rossana Fernández Maldonado (ur. 3 listopada 1977 roku w Limie) – peruwiańska aktorka.
Rossana Fernández Maldonado znana z telenoweli kolumbijskiej Kobieta w lustrze, w której zagrała Xiomarę byłą narzeczoną Marcosa.

## Filmografia
- 2007: Zdrada i miłość (La traición)
- 2004-2005: Kobieta w lustrze (La mujer en el espejo) jako Xiomara
- 2002: Vale Todo jako Beatriz
- 2000: Fiorella jako Sandra Palacios
- 1999: Izabella jako Patricia
- 1998: Luz Maria jako Lily Adama
- 1997: Leonela jako Patty Machado